# جيمس كاميرون (مدافع عن الحقوق المدنية)
جيمس كاميرون (بالإنجليزية: James Cameron)‏ هو مدافع عن الحقوق المدنية أمريكي، ولد في 23 فبراير 1914 في لاكروس في الولايات المتحدة، وتوفي في 11 يونيو 2006 في ميلواكي في الولايات المتحدة.